# Lędyczek
Lędyczek (deutsch Landeck in Westpreußen) ist ein Dorf in der Gmina Okonek (Ratzebuhr) im Powiat Złotowski (Flatow) der polnischen Woiwodschaft Großpolen.

## Geographische Lage
Das Dorf liegt im ehemaligen Westpreußen, etwa sechs Kilometer östlich von Okonek (Ratzebuhr), 21 Kilometer nördlich von Złotów (Flatow) und 126 Kilometer nördlich von Posen an der Mündung der Debrzynka (Dobrinka) in die Gwda (Küddow) auf einer 15 bis 20 Meter hohen Platte 114 Meter über dem Meeresspiegel.

## Geschichte

Landeck in Westpreußen, südwestlich von Konitz und nördlich von Flatow in Westpreußen, auf einer Landkarte von 1908

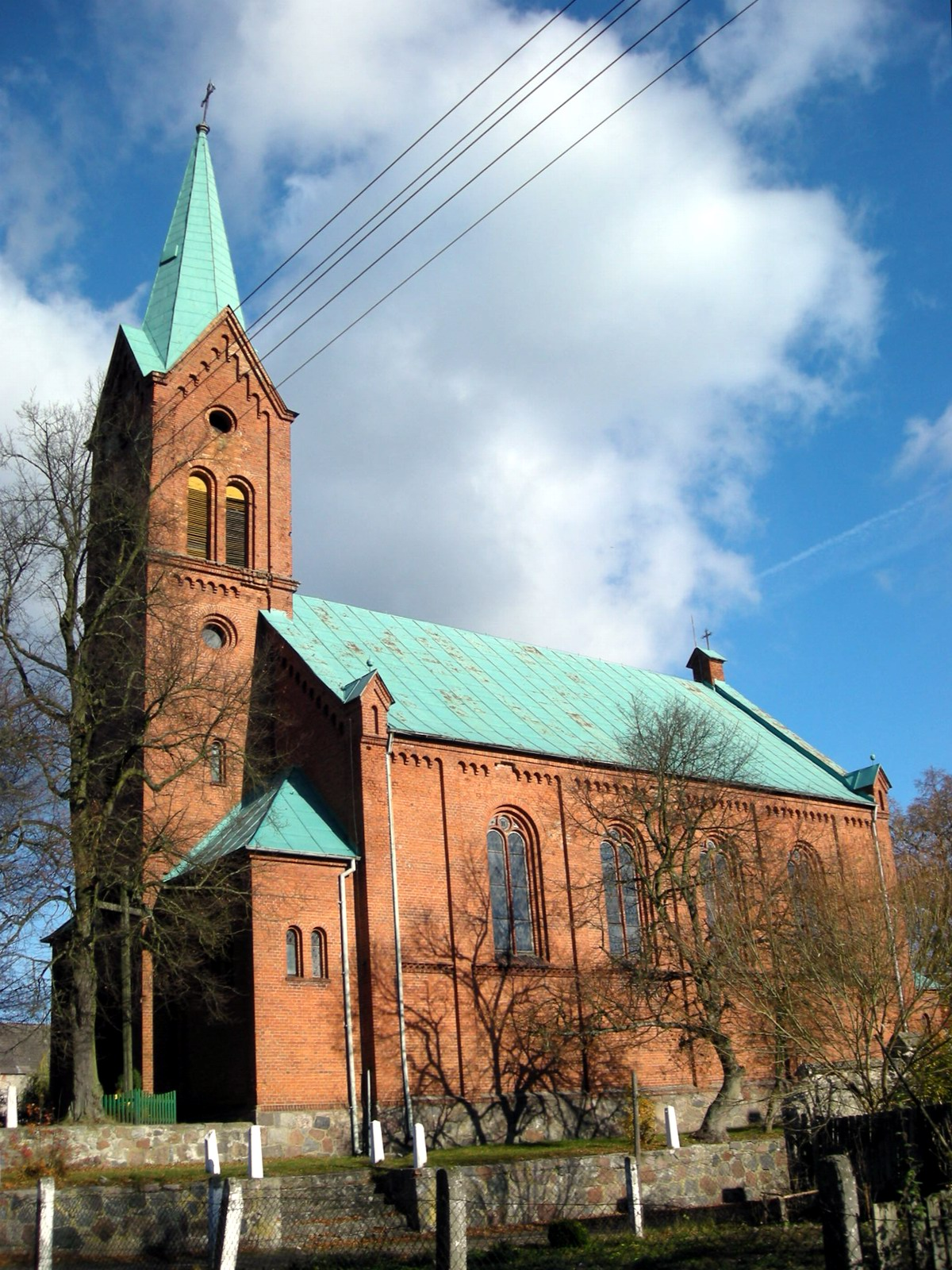
St. Peter und Paul (bis 1945 evangelisch)

Die Ortschaft verdankt ihren Namen den Umstand, dass sie in dem Dreiländereck gegründet wurde, das einst von den Grenzen des Herzogtums Pommern, des Deutschordensstaats und des Königreichs Polen gebildet wurde. Ihre Gemarkung bildete die äußerste Südwestecke des Ordensstaats. Die politischen Grenzen wurden in diesem Winkel von dem Fluss Küddow und seinem Nebenfluss Dobrinka gebildet. Gleichsam als Toranlage errichtete der Deutsche Ritterorden an diesem strategisch wichtigen Punkt in Landeck ein sogenanntes Wildhaus.
Hier überquerte früher der Markgrafenweg (Via Marchionis), später die Reichsstraße 1 (Aachen – Berlin – Königsberg), die Küddow, an deren Brücke noch 1830 Zoll erhoben wurde. 1379 wird in Landeck ein Pfleger genannt. 1447 verlieh Hochmeister Conrad von Erlichhausen das Pflegeamt der Burg und die Herrschaft über das Burgdorf dem Adligen Seiffriedt von Melen auf Lebenszeit gegen die Verpflichtung, dem Orden mit drei Pferden und Harnisch zu dienen. Die Burg, die dem Komtur von Schlochau unterstand, ist später durch Feuer zerstört worden.
Nach dem Dreizehnjährigen Städtekrieg kam Landeck im Zweiten Frieden von Thorn 1466 vom Deutschordensstaat zum autonomen Preußen Königlichen Anteils, das sich vom Orden losgesagt und freiwillig der Oberhoheit der polnischen Krone unterstellt hatte. In dieser Zeit brannte die Ordensburg in Landeck ab. 1664 wird sie nicht mehr erwähnt. Durch sein staatsstreichartiges Dekret vom 16. März 1569 auf dem Lubliner Reichstag kündigte König Sigismund II. August die Autonomie Westpreußen jedoch unter Androhung herber Strafen einseitig auf, weshalb die Oberhoheit des polnischen Königs in diesem Teil des ehemaligen Gebiets des Deutschen Ordens von 1569 bis 1772 als Fremdherrschaft empfunden wurde.
Bei der ersten polnischen Teilung 1772 unter König Friedrich II. kam ein Großteil dieses Gebiets des ehemaligen Deutschordensstaats, darunter auch Landeck, an das Königreich Preußen. 1772 werden 42 Tuchmacher, sechs Schuster, drei Krüger und fünf privilegierte jüdische Kaufleute erwähnt. Seit 1775 hatte Landeck eine städtische Verwaltung. 1809 fand die erste Magistratswahl statt. Nachdem in der ersten Hälfte des 19. Jahrhunderts durch die russische Grenzsperre die industrielle Entwicklung des Tuchmachergewerbes auch hier zum Stillstand gekommen war, blieb Landeck ein kleiner Marktflecken. Am Anfang des 20. Jahrhunderts hatte Landeck eine evangelische Kirche und eine Synagoge.
Bis 1922 gehörte Landeck zur preußischen Provinz Westpreußen (Regierungsbezirk Marienwerder), zwischen 1922 und 1939 zur Provinz Grenzmark Posen-Westpreußen, und zwischen 1939 und 1945 zum Landkreis Schlochau im Regierungsbezirk Schneidemühl der Provinz Pommern. Bei Landeck stießen der Landkreis Schlochau, der Landkreis Neustettin und der Landkreis Flatow zusammen.

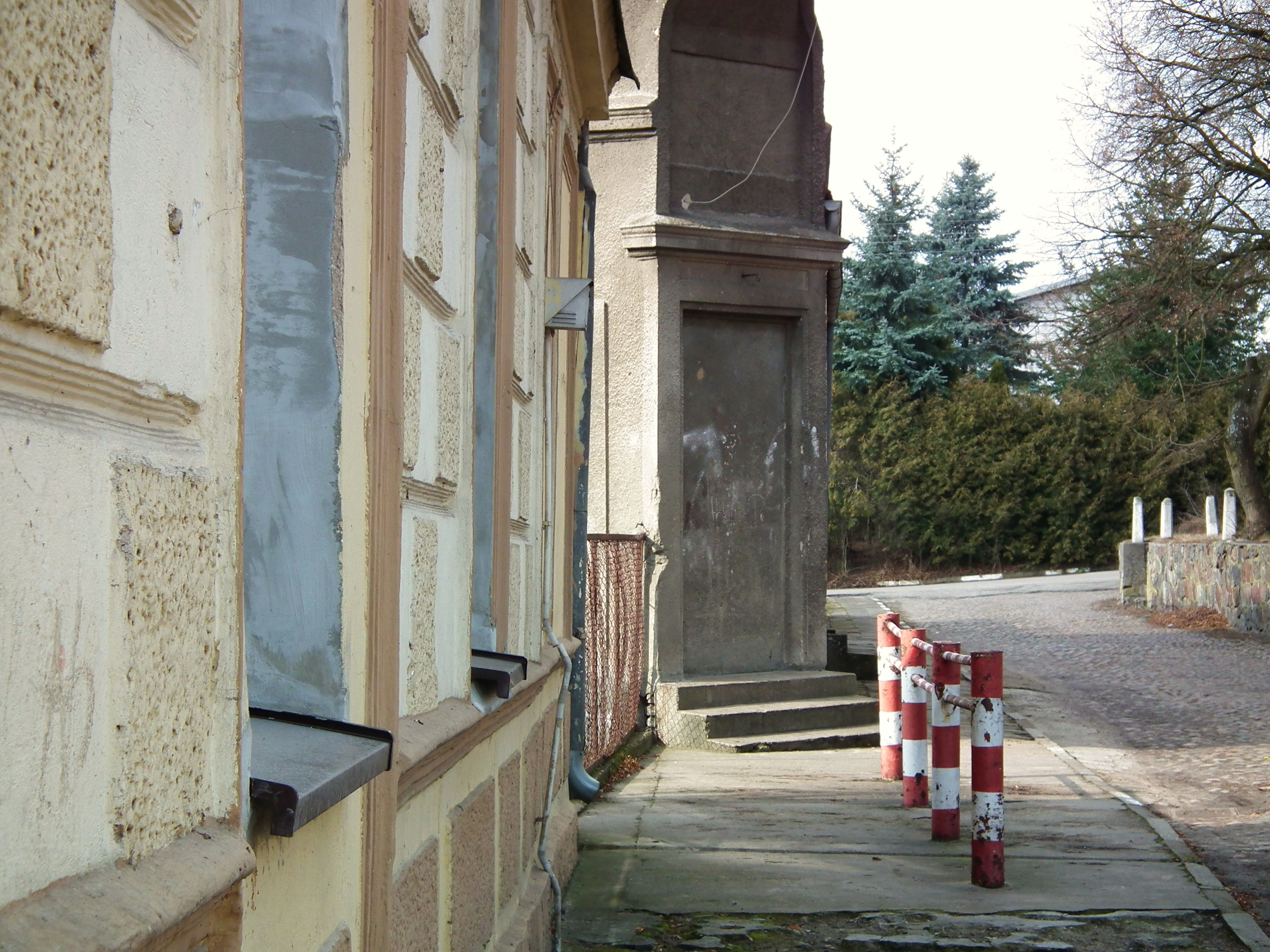
Straßenzug im Zentrum
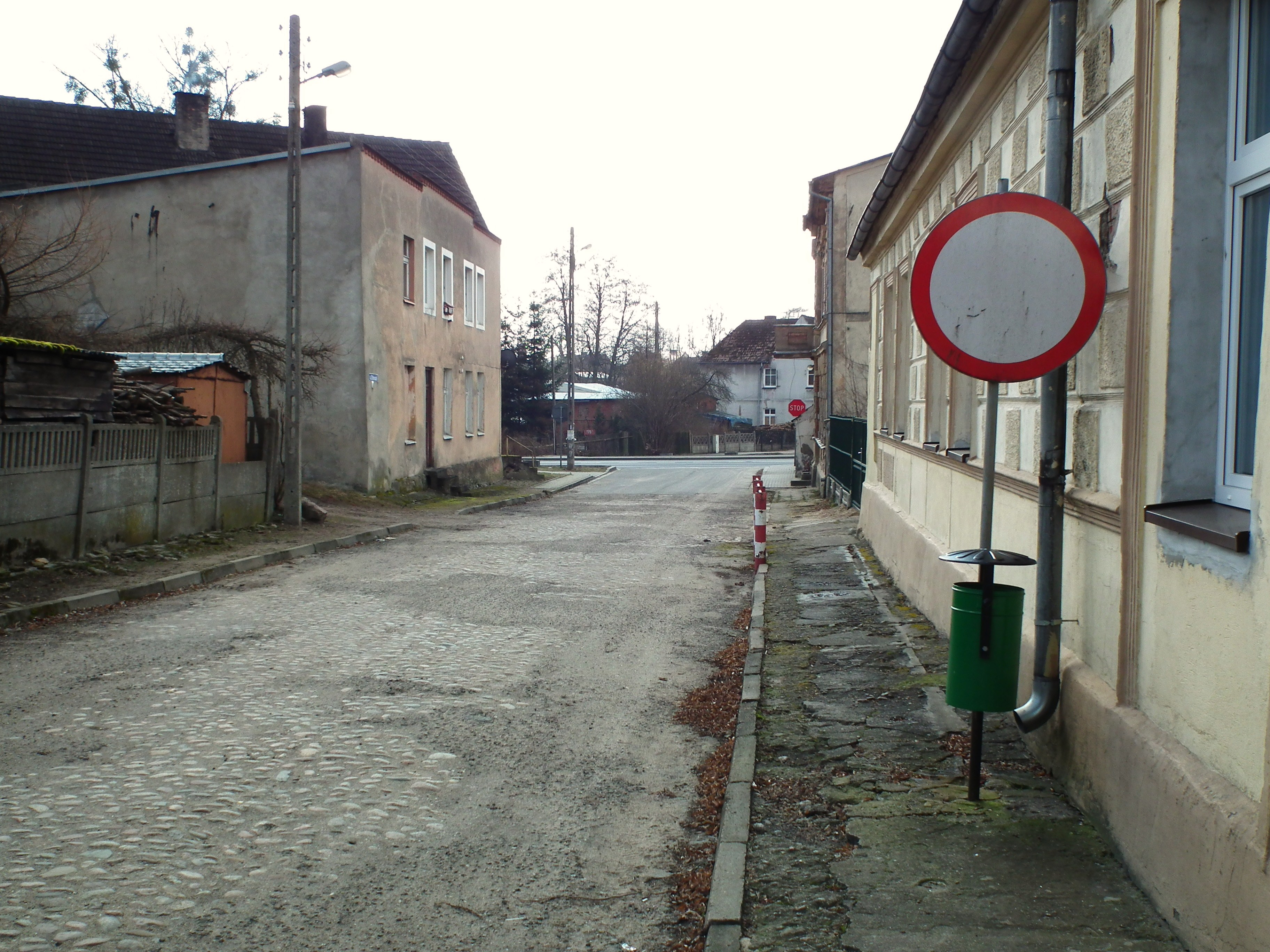
Straße im Zentrum
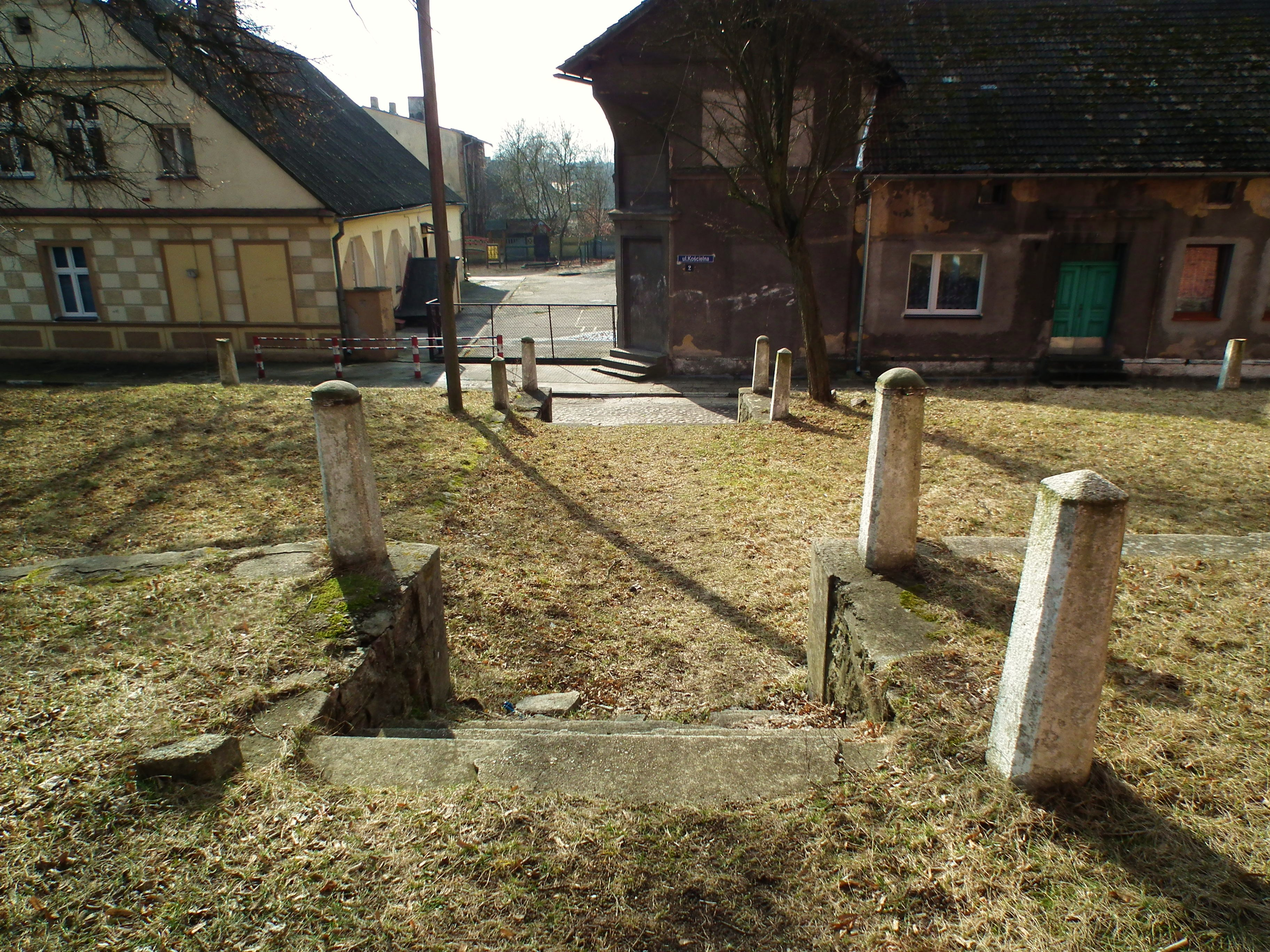
Kirchstraße
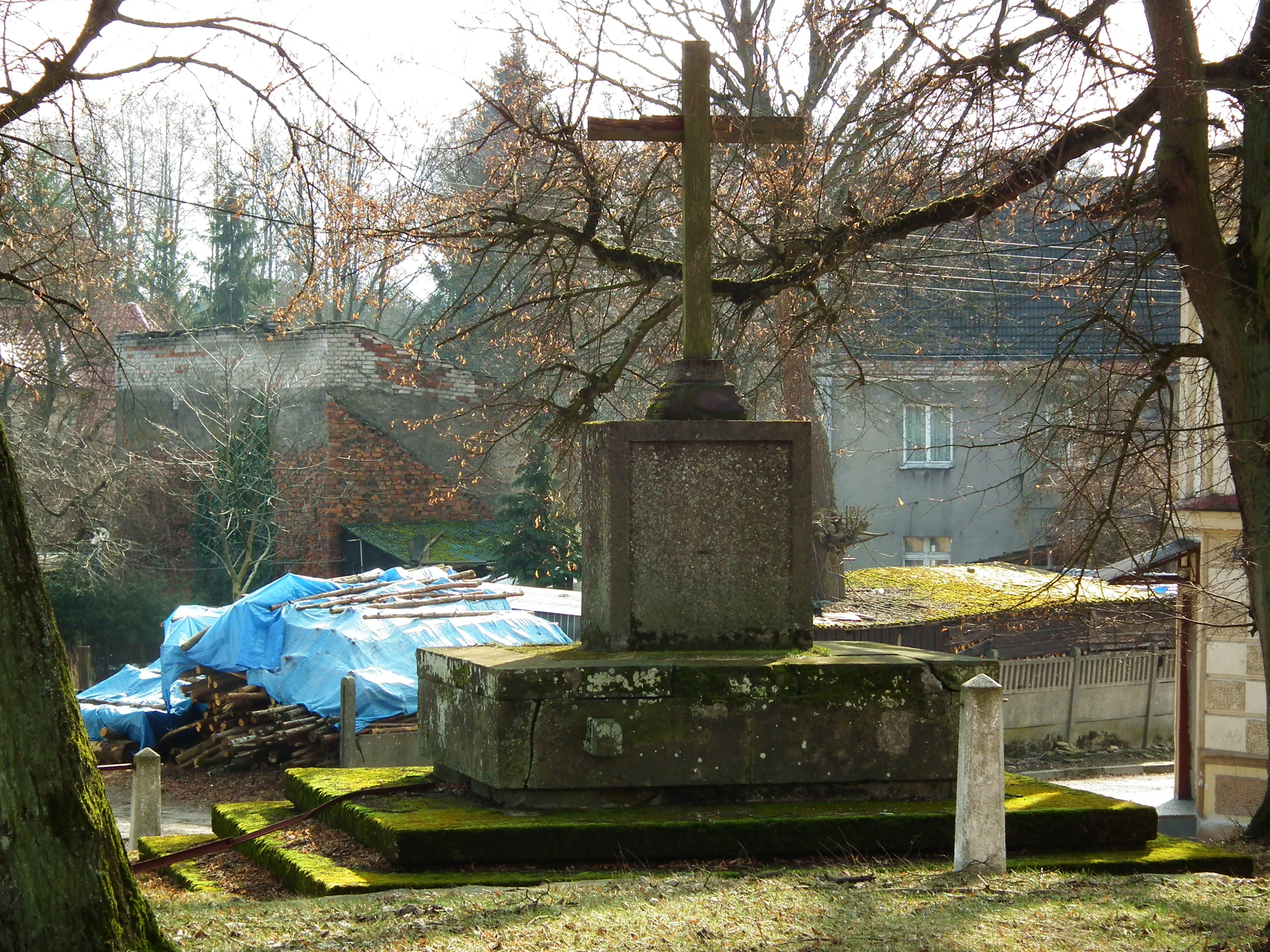
Gedenkkreuz im Ort

Anfang der 1930er Jahre hatte die Gemarkung der Stadt Landeck eine Flächengröße von 9,8 km², und in dem Stadtgebiet standen zusammen 236 Wohngebäude an zwölf verschiedenen Wohnorten:
1. Forsthaus Barkriege
2. Landeck I
3. Landeck II
4. Landeck i. Westpr.
5. Landeckermühle
6. Oberförstereigehöft Landeck
7. Pächtergehöft Neusorge
8. Schule Remmen
9. Waldarbeitergehöft Remmen
10. Waldarbeitergehöft Tappertsberg
11. Waldarbeitergehöft Wiesengrund
12. Walkmühle

Im Jahr 1925 wurden in der Stadt Landeck 874 Einwohner gezählt, die auf 236 Haushaltungen verteilt waren; unter ihnen waren 766 Protestanten, 40 Katholiken und 61 Juden. Um 1930 gab es in Landeck eine Oberförsterei und ein Sägewerk.
Gegen Ende des Zweiten Weltkriegs wurde Landeck von der Roten Armee besetzt. Nach Kriegsende wurde die Stadt unter polnische Verwaltung gestellt. Die Polen führten für Landeck die Ortsbezeichnung Lędyczek ein. Soweit sie nicht geflohen waren, wurden die deutschen Einwohner im Jahr 1945 aus Landeck in Richtung Westen vertrieben.
Das Dorf gehörte von 1975 bis 1998 zur Wojewodschaft Piła und seither zur Wojewodschaft Großpolen. Zum 1. Januar 1973 wurden der damals kleinsten Stadt Polens die Stadtrechte entzogen.

### Demographie
| Jahr | Einwohner | Anmerkungen                                             |
| ---- | --------- | ------------------------------------------------------- |
| 1778 | 0450      | [ 10 ]                                                  |
| 1783 | 0400      | meist Evangelische (zehn Katholiken und 24 Juden)       |
| 1800 | 0600      | [ 10 ]                                                  |
| 1802 | 0679      | [ 12 ]                                                  |
| 1810 | 0456      | [ 12 ]                                                  |
| 1816 | 0495      | davon 395 Evangelische und 100 Juden (keine Katholiken) |
| 1821 | 0568      | [ 12 ]                                                  |
| 1831 | 0609      | [ 13 ]                                                  |
| 1857 | 0970      |                                                         |
| 1860 | 1002      | davon 854 Evangelische, 114 Juden und 34 Katholiken     |
| 1864 | 1100      | [ 10 ]                                                  |
| 1871 | 1050      | davon 850 Evangelische, 182 Juden und 40 Katholiken     |
| 1900 | 0886      | meist Evangelische                                      |
| 1905 | 0807      |                                                         |
| 1925 | 0874      | davon 766 Protestanten, 40 Katholiken und 61 Juden      |
| 1933 | 0962      | [ 1 ]                                                   |
| 1939 | 1010      | [ 10 ]                                                  |

| Jahr | Einwohner | Anmerkungen |
| ---- | --------- | ----------- |
| 2008 | 0526      |             |

## Konfessionen
Die frühe katholische Holzkirche stand seit 1617 verlassen da, da die Bevölkerung evangelisch geworden war und nach polnischem Sejmbeschluss die Kirchen den Katholiken zu belassen bzw. zurückzugeben waren. Im Jahre 1805 wurde sie für 23 Taler auf Abbruch verkauft. Auf ihrem Platz errichtete man ein Spritzenhaus. 
Die evangelische Kirchengemeinde gehörte mit Bildung der Evangelischen Kirche in den Königlich Preußischen Landen ab 1817 zu deren verschiedenen regionalen Gliederungen. Um 1900 gab es in Landeck für die Einwohner protestantischen Glaubens die evangelische Stadtkirche. Sie wurde 1882 bis 1884 mit Frontturm aus rotem Backstein im neuromanischen Rundbogenstil errichtet.
Nach 1800 bildete sich durch Zuzüge eine wachsende jüdische Gemeinde heraus; ihr Statut stammt aber erst aus dem Jahre 1858. Zu deren gemeindlichen Einrichtungen gehörte auch eine Synagoge. Der letzte Bau war in den 1920er Jahren errichtet worden und ersetzte ein inzwischen marodes Gebäude.
Die heutige katholische St.-Peter-und-Paul-Kirche war vor 1945 die evangelische Stadtkirche.

## Verkehr
Lędyczek ist über die polnische LandesstraßeDK 22 (Kostrzyn nad Odrą) (Küstrin) – Elbląg (Elbing), die ehemalige Reichsstraße 1, an das europäische Straßennetz angebunden.
Bis nach Okonek (Ratzebuhr), der Bahnstation an der Strecke Piła (Schneidemühl) – Ustka (Stolpmünde), sind es 6 km.

## Söhne und Töchter des Ortes
- Emil Kraft (Politiker, 1871) (1871–1943), Holzhändler und Senator der Stadt Wunstorf
- Richard Falck (1873–1955), deutscher Mykologe
- Georg Falck (1878–1947), deutsch-jüdischer Architekt
- Rudolf Godbersen (1882–1927), deutscher Forstmann, Professor an der Forstlichen Hochschule Hann. Münden